# Рапопорт, Владимир Абрамович
Влади́мир Абра́мович Рапопо́рт (настоящее имя — Вульф; 24 октября [6 ноября] 1907, Витебск, Российская империя — 17 июня 1975, Москва, СССР) — советский кинооператор и кинорежиссёр; заслуженный деятель искусств РСФСР (1958), лауреат четырёх Сталинских (1942, 1946, 1949, 1951) и Государственной премии СССР (1971). Член ВКП(б) с 1940 года.

## Биография
Родился 24 октября (6 ноября) 1907 года в Витебске. В 1929 году, окончив Государственный фотокинотехникум в Ленинграде, стал работать в кино. В 1932 году участвовал в съёмках фильма «Встречный». Пластическое воплощение характера героя и окружающей его атмосферы, достигнутое в этом фильме, определило направление дальнейших творческих поисков молодого оператора. Он нашёл интересные решения коллективного кинопортрета, образно, реалистически, убедительно характеризуя обстановку действия. Целенаправленное и последовательное развитие операторская манера Рапопорта обрела в фильмах режиссёра С. А. Герасимова. Масштабность изобразительных построений, конкретная и подробная трактовка снимаемого материала отличает операторскую разработку фильма «Молодая гвардия» (1948). В центре её — психологически глубокий, типически обобщённый кинопортрет молодогвардейцев. Выразительная тональность придавала изображению поэтическую приподнятость, яркий художественный колорит. В фильме «Тихий Дон» пластическое решение кадра стало строже, возросла его пространственная ёмкость. Портретные разработки, органически связанные с характеристикой материальной среды и поэтической атмосферой, зрительно воплощали всю эволюцию духовного облика героев. Фильмам, снятым мастером, присущи простота, подчёркнутая непринуждённость, композиционность и динамичность решения кадра. В качестве режиссёра создавал к/м фильмы в киножурнале «Фитиль».
Умер в Москве 17 июня 1975 года. Похоронен в Москве на Введенском кладбище (участок № 27).

Могила В.А. Рапопорта на Введенском кладбище в Москве

## Семья
В 1934 — 1939 годах состоял в браке с актрисой Зоей Фёдоровой (1907—1981).
С 1943 года состоял в незарегистрированном браке с актрисой Лидией Смирновой (1915—2007). Брак не был зарегистрирован официально, но был признан властями, и даже квартиру в знаменитом доме-"высотке на Котельнической набережной" Рапопорт и Смирнова получили на двоих.
Детей не было.

## Оператор
- 1931 — Златые горы
- 1932 — Встречный
- 1934 — Анкара — сердце Турции
- 1935 — Граница
- 1935 — Подруги
- 1937 — Большие крылья
- 1938 — На границе; Друзья
- 1939 — Четвёртый перископ
- 1941 — Фронтовые подруги
- 1941 — Подруги, на фронт! (к/м)
- 1942 — Ванька (к/м)
- 1943 — Она защищает Родину
- 1946 — Сыновья
- 1946 — Морской батальон
- 1947 — Новый дом
- 1948 — Молодая гвардия
- 1949 — Звезда (совм. с С. В. Ивановым)
- 1950 — Освобождённый Китай
- 1951 — Сельский врач
- 1952 — Волки и овцы
- 1953 — Васса Железнова
- 1954 — Об этом забывать нельзя
- 1955 — К новому берегу (совм. с Г. Г. Егиазаровым)
- 1957 — Тихий Дон
- 1961 — Леон Гаррос ищет друга (совм. с Г. А. Гарибяном)
- 1962 — Люди и звери
- 1965 — Товарищ Арсений
- 1967 — Журналист
- 1969 — Деревенский детектив
- 1970 — У озера
- 1972 — Любить человека
- 1974 — Дочки-матери
- 1974 — Анискин и Фантомас

## Режиссёр
- 1963 — Большой фитиль (новелла «Гудок»)
- 1974 — Анискин и Фантомас (с М. И. Жаровым)

## Награды и премии
- Сталинская премия второй степени (1942) — за фильм «Фронтовые подруги»[2]
- Сталинская премия второй степени (1946) — за фильм «Она защищает Родину»
- Сталинская премия первой степени (1949) — за фильм «Молодая гвардия»[3]
- Сталинская премия первой степени (1951) — за фильм «Освобождённый Китай»
- Государственная премия СССР (1971) — за фильм «У озера»
- третья премия ВКФ — за фильм «Тихий Дон»
- заслуженный деятель искусств РСФСР (1958)
- орден Трудового Красного Знамени (01.02.1939) — за фильм «На границе»
- медали